# マリー・ド・リュクサンブール
マリー・ド・リュクサンブール（Marie de Luxembourg, 1304年 - 1324年3月26日）は、フランス王シャルル4世の2度目の王妃。

## 生涯
神聖ローマ皇帝ハインリヒ7世と妃マルガレーテ・フォン・ブラバントの長女。兄はボヘミア王ヨハン。ヴァロワ朝のジャン2世に嫁いだボンヌ・ド・リュクサンブールはヨハンの娘でマリーの姪に当たる。
1322年9月、パリでシャルルと結婚した。シャルル4世が最初の妃ブランシュを離縁して迎えた妃であった。1324年3月24日、イスーダン（現在のアンドル県）で難産の末にルイ王子を生むが、数時間後に王子は死亡した。衰弱したマリーは2日後に亡くなり、モンタルジ（ロワレ県）のドミニコ会派の教会に埋葬された。